# Thomas Nugent (6e comte de Westmeath)
Thomas Nugent (avril 1714 - 7 septembre 1792),  est un pair et franc-maçon irlandais . Il est titré Lord Delvin de 1752 à 1754, avant d'être titré de comte de Westmeath .

## Biographie
Il obtient le titre de comte de Westmeath en 1754 à la mort de son père John Nugent, 5e comte de Westmeath. Sa mère est Marguerite Jeanne Molza de Modène, fille du comte Carlo Molza, qui est gentilhomme huissier de la reine Marie de Modène, et de son épouse Véronique Angelotti. Son père est un militaire de carrière qui passe la majeure partie de sa vie d'adulte sur le continent et meurt à Nivelles.
En 1758, il est admis au Conseil privé d'Irlande. Nugent est nommé grand maître de la Grande Loge d'Irlande en 1763, poste qu'il occupe pendant les quatre années suivantes. À la différence de son père et de ses prédécesseurs, il se conforme, au moins publiquement, à l'Église d'Irlande .
De sa première épouse, Mary Stapleton, fille de Walter Stapleton, il a un fils:
- Richard Nugent, Lord Delvin (1742-1761)

De sa seconde épouse, Catherine White, fille de Henry White de Pitchfordstown, Comté de Kildare il a trois fils et une fille:
- Thomas Nugent, Lord Delvin (mort jeune)
- George Nugent (7e comte de Westmeath) (1760-1814)
- Hon. Henry Nugent (24 novembre 1762 – mai 1770)
- Lady Catharine Nugent (6 avril 1766 - 26 février 1794), épouse l'hon. John Rodney

Westmeath est fait chevalier fondateur de l'Ordre de Saint-Patrick le 11 mars 1783. Il meurt en 1792 et est remplacé par son fils George.